# Aristida circinalis
Aristida circinalis är en gräsart som beskrevs av Carl Lindman. Aristida circinalis ingår i släktet Aristida och familjen gräs. Inga underarter finns listade i Catalogue of Life.